# Kloster Arapowo

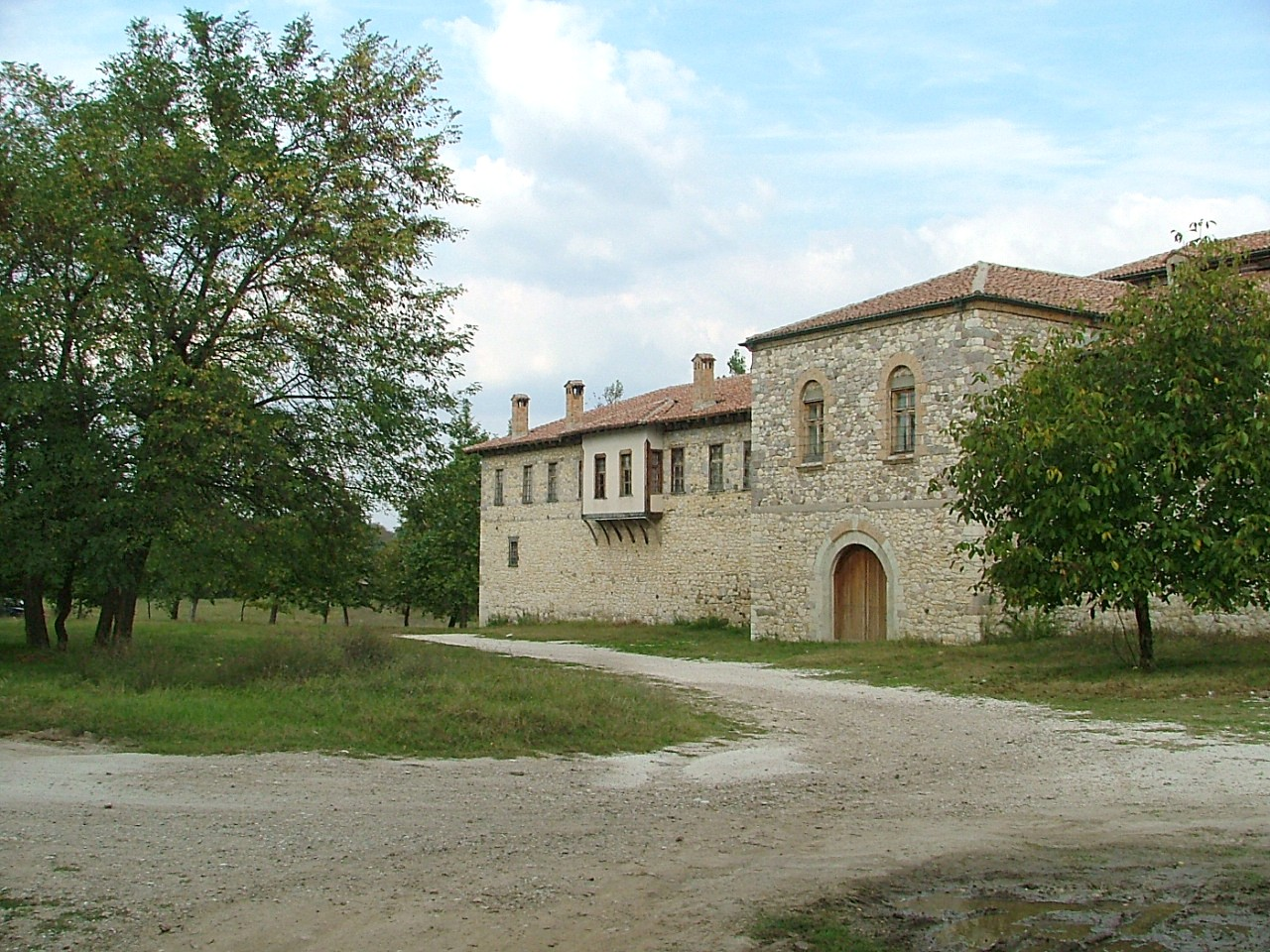
Außenfassade des Klosters (2007)

Das Kloster Arapowo »Hl. Erzmärtyrin Nedelja« (bulgarisch Араповски манастир »Света великомъченица Неделя«) ist ein Kloster im geistlichen Bezirk Assenowgrad der Diözese Plowdiw der Bulgarisch-Orthodoxen Kirche. Es war die einzige Klosterneugründung in Bulgarien zur Zeit der osmanischen Herrschaft.

## Lage
Das Kloster befindet sich ca. 10 km östlich der Stadt Assenowgrad (Асеновград) in den Rhodopen. Es liegt im Nordwesten des Dorfs Slatowrach (Златовръх), das bis 1934 den Namen Arapowo (Арапово) trug.

## Geschichte
Die Entstehung des Klosters Arapowo läßt sich auf eine wundertätige Quelle gegen Augenleiden zurückführen. Einer Legende nach wurde sie von einer Griechin freigelegt, die die Stelle zuvor im Traum gesehen hatte. Mit dem Wasser konnte sie ihr krankes Kind heilen. Später soll der türkische Gutsbesitzer Arap Aga mit seiner Tochter, die zu erblinden drohte, die Quelle aufgesucht haben. Nachdem das sich das Mädchen mit dem Quellwasser die Augen gewaschen hatte, erlangte es sein Augenlicht zurück. Aus Dankbarkeit ließ ihr Vater die Quelle fassen und machte eine Stiftung zur Errichtung eines Klosters. Historisch können die Anfänge des Klosters auf die Anlage eines Schlafsaals für Mönche an der genannten Quelle um 1856 datiert werden. Bereits drei Jahre später war daraus ein Klosterkomplex erwachsen. Initiatoren des Baus waren vermutlich die Archimandriten Sofronij (Софроний) und Gerassim (Герасим).
1859 erfolgte auch die Fertigstellung der Klosterkirche im nördlichen Teil des Klosterhofs. Diese ist der Hl. Erzmärtyrin Nedelja (bulgarisch Света великомъченица Неделя, griechisch Αγία Κυριακή, deutsch Heilige Dominica) geweiht. Die Mittel für den Bau wurden von der Bevölkerung der Dörfer in der Umgegend aufgebracht. Über den Eingangstüren der Kirche sind die Listen der Namen der Stifter erhalten. In der Kirche wird eine wundertätige Ikone der Gottesmutter aufbewahrt, die bis heute Ziel von Pilgern ist. Im südlichen Teil des Klosterhofs erhebt sich ein dreistöckiger Wohnturm, der den Mönchen Zuflucht bei Raubüberfällen bot. Dieser wurde vom Haiducken Angel Wojewoda (Ангел Войвода) gestiftet. Die Bauarbeiten am Kloster wurden von Meister Stoju (Уста Стою) aus dem Dorf Jugowo (Югово) geleitet.
Ursprünglich gehörte das Kloster Arapowo organisatorisch zum nahegelegenen Kloster Muldawa »Hl. Petka«. Später erlangte es seine Selbständigkeit. Archimandrit Sofronij, vormals Igumen (Vorsteher) des Klosters Muldawa wurde zum ersten Igumen des Arapowo-Klosters gewählt. 1868 eröffneten die Mönche eine Klosterschule für die Kinder der Umgebung. Sie setzten sich des Weiteren für die Unabhängigkeit Bulgariens ein. Im Kloster wurde ein geheimes Revolutionskomitee gegründet, dessen Vorsitz Igumen Gerwasij (Игумен Гервасий) selbst übernahm. Nahe des Nordtors der Klosteranlage wurde eine kleine Kapelle errichtet, in der die Heilquelle gefaßt ist. Ein schweres Erdbeben im Jahr 1928 verursachte Schäden an der Kuppel der Klosterkirche. Das Kloster hat heute den Status eines nationalen Kulturdenkmals.

## Kunst und Architektur

### Klosterhof

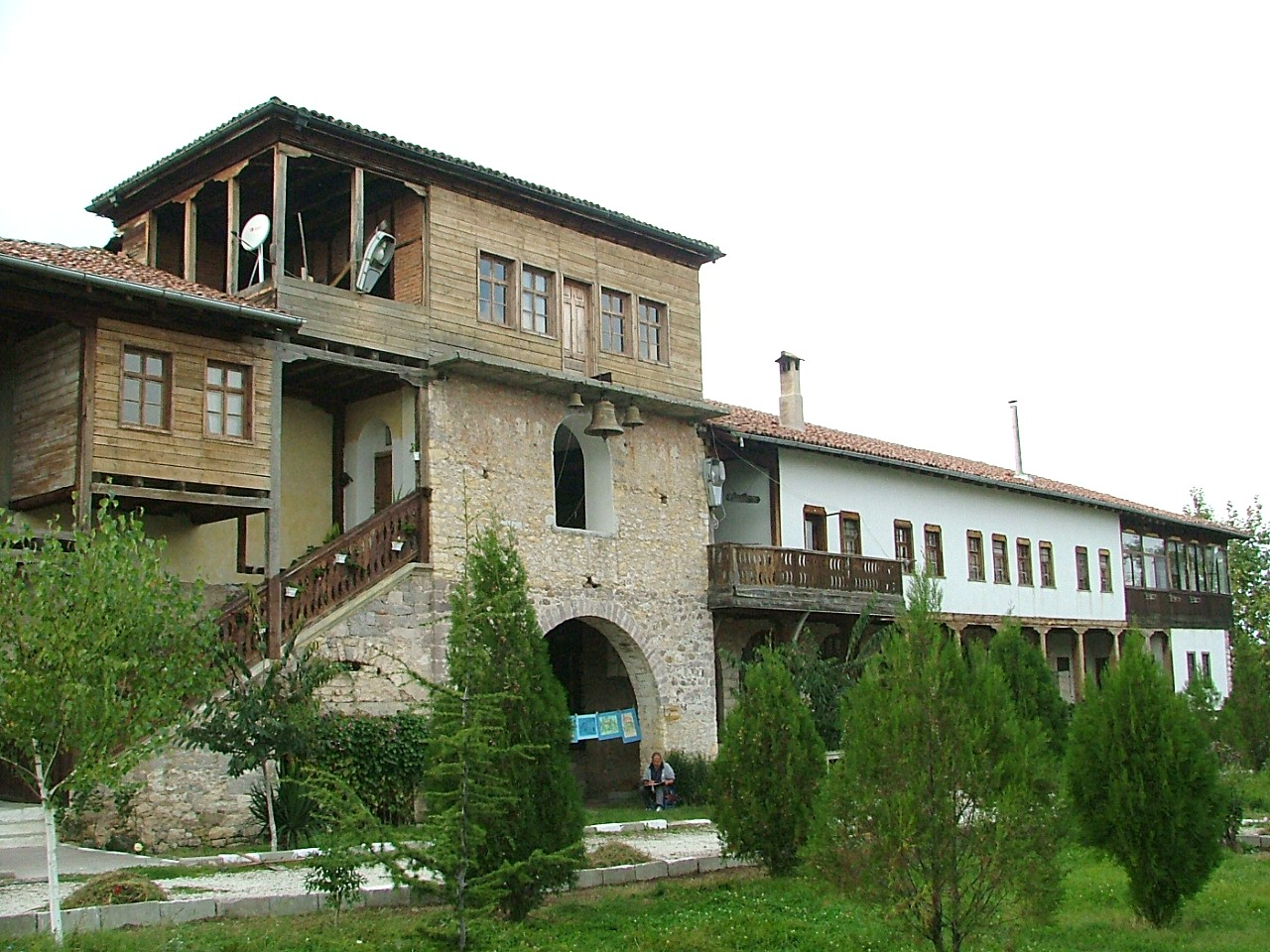
Innenhof des Klosters (2007)

Der Klosterhof ist rechteckig angelegt. Er ist von zwei- und dreistöckigen Wohn- und Wirtschaftsgebäuden sowie hohen und festen Steinmauern umrahmt. Diese geben dem Kloster nach Außen hin das Gepräge einer mittelalterlichen Festung. Zu Innenhof hin lockern Arkaden, Erker, Treppen und Treppenabsätze das Ensemble auf.

### Kirche Hl. Erzmärtyrin Nedelja

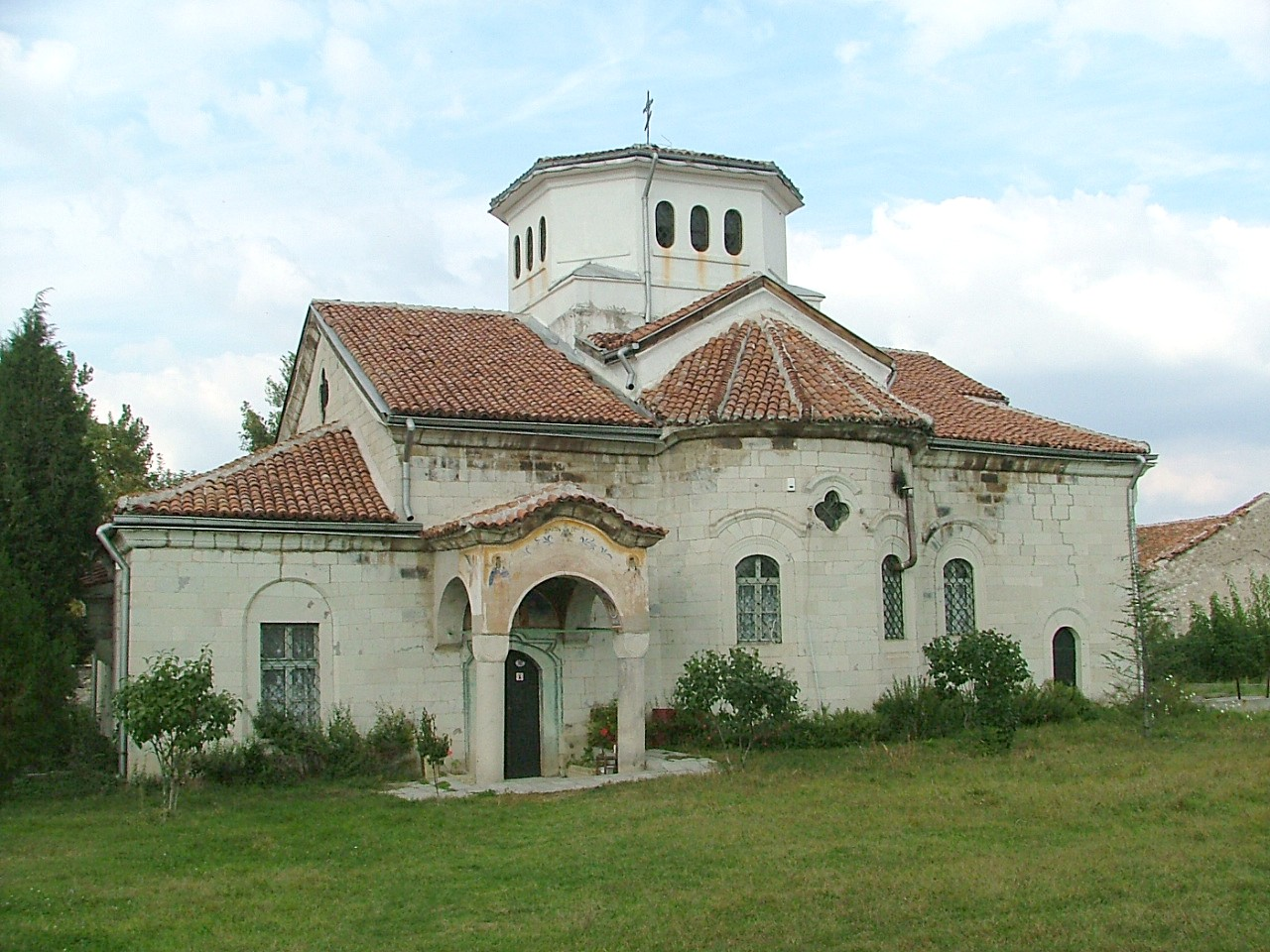
Kirche »Hl. Erzmärtyrin Nedelja« (2007)

Die Klosterkirche ist eine dreischiffige Dreikonchenanlage mit einer Vorhalle. Die Apsidien reichen bis zum Dachsims. Über dem Dach der kreuzförmigen Kirche erhebt sich auf einem Tambour eine Kuppel. Außen ist die Kirche glatt verputzt. Ihre Fassade ist durch Konchen, Steinbögen, Portiken und Fensternischen gegliedert. Der Kirchenraum ist mit Fresken ausgeschmückt. Diese zeigen Szenen aus dem Leben Jesu, der Gottesmutter Maria sowie der Hl. Nedelja. Zum ersten Mal in der Geschichte der bulgarischen Wandmalerei illustrieren die Fresken auch das Leben der Heiligen Kiril und Method. Die Gestaltung des Kirchenraums mit Wandmalereien wurde durch Georgi Dantschow (Георги Данчов, Künstlername Зографина, Zografina, * 1846, † 1908) in Zusammenarbeit mit seinem Lehrer Aleksi Atanassow (Алекси Атанасов) aus Stanimaka (Станимака, heute Assenowgrad) begonnen und 1864 durch Georgi Dantschow allein abgeschlossen. 1930 restaurierte der Maler Nikolaj Ewrow (Николай Евров) die beschädigten Fresken in der Kuppel.

### Turm des Wojewoden Angel

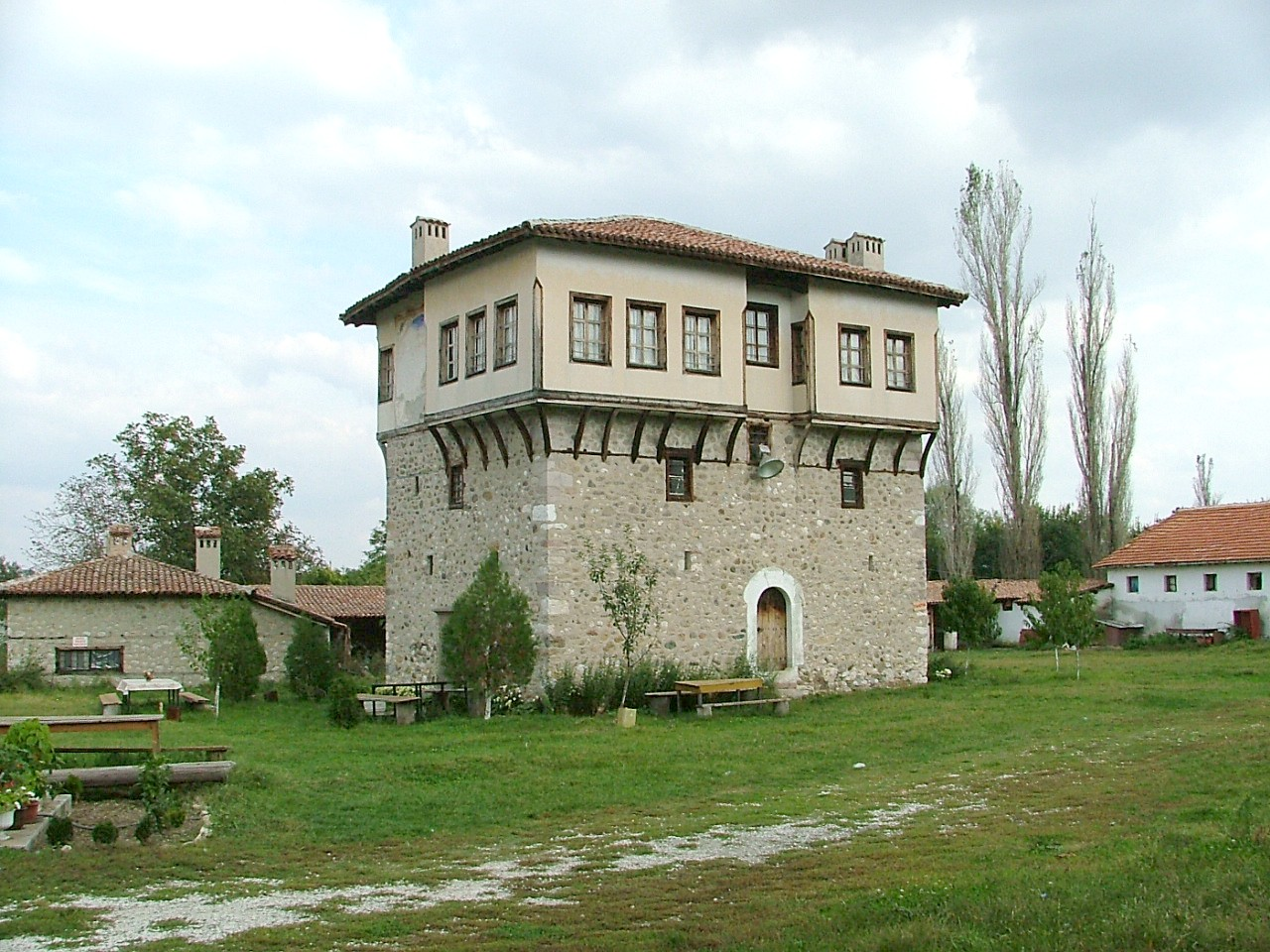
Turm des Woiwoden Angel (2007)

Der dreistöckige Wohnturm ist als rechteckiges Gebäude konzipiert. Die ersten beiden Etagen bestehen aus Natursteinmauerwerk. Im ersten Stock gibt es schiessschartenartige Öffnungen. Der auskragende Wohntrakt in Fachwerkbauweise liegt im dritten Stock. Er umfaßt vier Zimmer. An der Außenfassade der Nordwand befindet sich das Wandbild "Samson tötet den nubischen Löwen" („Самсон убива нубийския лъв“). Das Gebäude wurde restauriert und beherbergt heute ein Museum.

### Kapelle an der heiligen Quelle

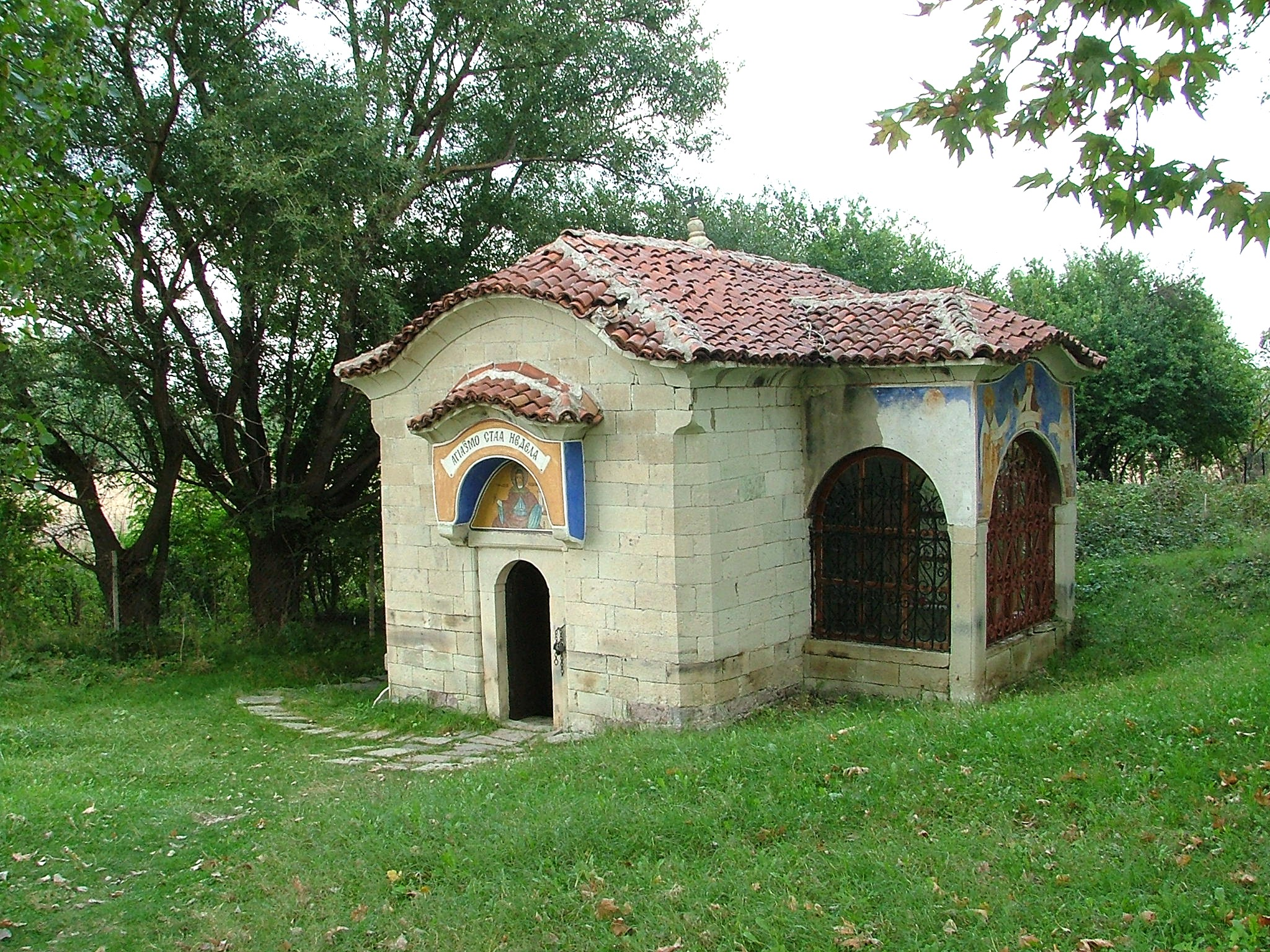
Kapelle an der heiligen Quelle (2007)

An der Heilquelle, außerhalb des Klosterhofs, liegt eine einschiffige Kapelle. Sie weist ein Tonnengewölbe mit einer Apsis auf. Im Innern finden sich Fresken mit Bezug auf den Akathistos, das Leben der Hl. Nedelja sowie der Hll. Kyril und Method. Laut erhaltener Inschriften konnten die Wandmalereien 1870 fertig gestellt werden.

## Patronatsfest
Das Patronatsfest des Klosters ist der Gedenktag der Hl. Nedelja am 7. Juli.